# Didymella purpurea
Didymella purpurea är en svampart som beskrevs av Lambotte och François Fautrey 1896. 
Didymella purpurea ingår i släktet Didymella, ordningen Pleosporales, klassen Dothideomycetes, divisionen sporsäcksvampar och riket svampar. Inga underarter finns listade i Catalogue of Life.